# Попелнуха, Валерий Фёдорович
Валерий Фёдорович Попелнуха (6 апреля 1963, Луганск, Украинская ССР, СССР) — советский футболист, защитник.

## Карьера

### Клубная
Воспитанник ШИСП Ворошиловград. В 1979—1981 играл в дубле местной «Зари», в 1981 перешёл в московский «Спартак», но и там не попадал в основу. 1984 год провёл в «Локомотиве», за следующие два сезона в «Спартаке» сыграл 5 матчей. 1987 и начало 1988 года провёл в «Динамо» (1 матч), остаток сезона отыграл в ворошиловградской «Заре» (38 игр в Первой лиге). В 1989 перешёл в ленинградский «Зенит», где провел 15 игр.
В 1990 вернулся в «Спартак», в котором сыграл 1 матч в Кубке СССР.
Остаток карьеры провёл в клубе второго чехословацкого дивизиона «Арго» Дрновице и в клубе третьего австрийского дивизиона «Капфенберг».

### Тренерская
В Капфенберге затем работал спортивным координатором юношеских команд ФК «Капфенберг» (1993—1995). С 1995 года работал тренером футбольной школы и академии ФК «Штурм» Грац.
На апрель 2018 года — старший тренер отделения футбол Центра детского и юношеского спорта г. Мытищи Московской области.